# 8135-ös mellékút (Magyarország)
A 8135-ös számú mellékút egy több mint 35 kilométer hosszú, négy számjegyű mellékút Komárom-Esztergom vármegyében; a megyeszékhely és egy járási székhely, Tatabánya és Kisbér közúti összekötését biztosítja.

## Nyomvonala
A 8109-es útból ágazik ki, annak 0+400-as méterszelvényénél, Tatabánya belvárosának északi részén, nyugat-délnyugat felé. Kezdeti szakasza a Rákóczi Ferenc út nevet viseli; alig 200 méter után elhalad a MÁV 1-es számú Budapest–Hegyeshalom–Rajka-vasútvonalának felüljárója alatt, majd újabb 400 méter után keresztezi az Által-ér folyását és egy körforgalomba ér, ahonnan Tatabánya Kertváros városrészének északi része felé lehet letérni. Innen az út egy darabig dél felé halad, és mellé szegődik a 12-es számú Tatabánya–Oroszlány-vasútvonal. Nagyjából 3,5 kilométer megtétele után lép ki Tatabánya házai közül, itt délnyugati irányba haladva, 4,4 kilométer után pedig átlép Környe területére.
6,1 kilométer után lép be Környe házai közé, ott az Ady Endre utca nevet veszi fel. 6,5 kilométer után egy lámpás kereszteződése van a faluban, innét északnyugat felé a 8119-es út halad tovább (Tata felé), amely itt a 48. kilométere táján jár. A folytatásban bő fél kilométernyi közös szakasza van a két útnak, kilométer-számozás tekintetében ellenkező irányban számozódva, Alkotmány utca néven, majd a község temploma előtt szétválnak (a 8119-es Csákvár felé folytatódik), egy újabb lámpás kereszteződéssel.
A 8135-ös út innen nyugat-délnyugati irányban folytatódik, egy darabig még továbbra is az Alkotmány utca nevet viselve, majd a település művelődési házát és polgármesteri hivatalát elhagyva már Beloiannisz utca néven. 8,8 kilométer megtétele után lép ki a belterületről; mintegy másfél kilométer után, a 10+250-es kilométerszelvénye táján, de még mindig Környe külterületén egy újabb elágazáshoz ér: itt a 8155-ös út ágazik ki belőle dél-délkelet irányába, Kecskéden át Oroszlány központja felé. Néhány méterrel a 11. kilométere előtt lép át a következő település, Dad, és egyben az Oroszlányi járás területére.
11,2 kilométer után újabb elágazása következik: az egyenes irányt követő út innen a 8154-es számot viseli – ezen az útszámon itt ér véget, 5,6 kilométer megtétele után, Bokodtól idáig húzódva –, a 8135-ös pedig északnyugat felé folytatódik. Alig 200 méter után el is hagyja Dad határát és Kömlőd területén folytatódik. 13,6 kilométer után éri el a település belterületét, ahol a Pálóczi Horváth Ádám utca nevet veszi fel, ezt viseli a központig, amit 14,1 kilométer után ér el. Ott északkeleti irányból beletorkollik a Tata felől érkező 8137-es út, 11 kilométer megtétele után, a 8135-ös pedig délnyugat felé folytatódik, Szabadság utca néven. Nem sokkal a 15. kilométere után lép ki a község házai közül.
15,7 kilométer után újra Dad területére ér az út: sokáig külterületen halad, majd 17,9 kilométer után keresztezi a 13-as számú Tatabánya–Pápa-vasútvonalat, itt dél-délnyugati irányban haladva, rögtön utána pedig kiágazik belőle kelet felé a 81 324-es út, Dad megállóhelyre. Innen már Dad belterületén halad, több irányváltással, előbb Fő utca, majd Dózsa György út néven. 19,3 kilométer teljesítése után találkozik a Mór-Kocs közti 8127-es úttal, egészen rövid, alig 100 méteres közös szakaszuk van, Sport út néven, majd a szétválás után a 8135-ös ki is lép a falu lakott területéről; a külterületen a délnyugati irányából egyre inkább nyugat felé fordul.
21,4 kilométer után ér az út Szákszend területére, majd 22,3 kilométer után beletorkollik észak felől a Nagyigmándon induló 8144-es út, bő 17,6 kilométer megtétele után. 22,9 kilométer után el is hagyja a szákszendi határt (a falu lakott területét csak az előbb említett 8144-es út érinti), a folytatásban pedig Császár következik. Nem sokkal a 25. kilométere előtt éri el a község szélét, ott elhalad a Henryx Western Farm létesítményei mellett, majd a belterületen a Kossuth Lajos utca nevet veszi fel. 25,3 kilométer után észak felé kiágazik belőle a 81 326-os út – ez vezet a pápai vasút Császár megállóhelyéhez –, ezután újra délnyugatnak veszi az irányt és 26,7 kilométer után lép ki onnan.
28,9 kilométer megtételét követően éri el Vérteskethely határvonalát, 30,2 kilométer után pedig belép annak lakott területére, ott a települési neve Kossuth Lajos utca. A belterületen ismét végig nagyjából nyugati irányt követ, majd a falu nyugati szélén, 31,9 kilométer után délnyugatnak fordul. 32,9 kilométer után keresztezi a 81-es főutat – amely itt 42,8 kilométer megtételén van túl –, ám a kilométer-számozása szerint itt még nincs vége. Nagyjából 33,3 kilométer után belép Kisbér területére. A 35. kilométere után keresztezi a vasutat és egyben be is lép a város lakott területére. A központban induló és Bakonysárkányig vezető 8207-es útba torkollik bele, annak 1+500-as kilométerszelvénye közelében.
Teljes hossza, az országos közutak térképes nyilvántartását szolgáló kira.gov.hu adatbázisa szerint 35,159 kilométer.

## Települések az út mentén
- Tatabánya
- Környe
- Kömlőd
- Dad
- (Szákszend)
- Császár
- Vérteskethely
- Kisbér